# PSV Eindhoven (femenino)
El Philips Sport Vereniging Vrouwen más conocido como el PSV Eindhoven es un club de fútbol femenino de Países Bajos de la ciudad de Eindhoven. Fue fundado en 2012 y juega en la Eredivisie Vrouwen, primera división del fútbol femenino en Países Bajos.

## Historia
2012-13: Fue 3º en la Liga BeNe. En la Copa holandesa cayó en la 1ª ronda contra el SC Buitenveldert, un Segunda. 
2013-14: Mucho peor en la Liga BeNe (7º), pero mucho mejor en la Copa: jugó la final contra el Ajax.